# Thomas Philipp (Historiker)
Thomas Philipp (* 11. Mai 1941 in Königsberg; † 11. Juni 2015 in Erlangen) war ein deutscher Historiker mit Schwerpunkt Arabische Welt.

## Biographie
Nach der Vertreibung aus Ostpreußen studierte Philipp ab 1962 an der Freien Universität Berlin und wechselte 1963 an die Hebräische Universität Jerusalem. Er promovierte 1971 an der University of California, Los Angeles mit einer Arbeit über den arabischen Nationalismus.
Philipp wurde 1988 in das Institut für Politische Wissenschaft der Friedrich-Alexander-Universität Erlangen-Nürnberg als Professor für Politik und Zeitgeschichte des Nahen und Mittleren Ostens berufen. Er wurde zum 1. Februar 2009 emeritiert.
Philipp verstarb im Alter von 74 Jahren 2015 nach langer schwerer Krankheit.

## Veröffentlichungen
- Gurgī Zaidān, his life and thought. Beirut 1979. ISBN 978-3-515-01842-5.
- The Syrians in Egypt: 1725–1975. Stuttgart 1985. ISBN 978-3-515-04031-0.
- Acre: the rise and fall of a Palestinian city, 1730–1831, New York und Chichester: Columbia University Press, 2001, (=History and society of the modern Middle East series; Bd. 6). ISBN 0-231-12327-2.

als Herausgeber
- The Syrian land in the 18th and 19th century: the common and the specific in the historical experience. Stuttgart 1992. ISBN 978-3-515-05685-4.
- The Syrian land: processes of integration and fragmentation ; Bilād Al-Shām from the 18th to the 20th century. Stuttgart 1998. ISBN 978-3-515-07309-7.
- From the Syrian land to the states of Syria and Lebanon. Würzburg 2004. ISBN 978-3-89913-353-0.